# Bodhapokharathok
Bodhapokharathok (nepalski: बौघापोखराथोक) – gaun wikas samiti w zachodniej części Nepalu w strefie Lumbini w dystrykcie Palpa. Według nepalskiego spisu powszechnego z 2001 roku liczył on 611 gospodarstw domowych i 3114 mieszkańców (1665 kobiet i 1449 mężczyzn).